# 圓月彎刀
『圓月彎刀』（繁体字: 圓月彎刀、拼音: Yuán yuè wān dāo、英語題：Against the Blade of Honour）は、古龍の武侠小説『圓月彎刀』を原作とし、香港の無綫電視（TVB）が1994年〜1997年に制作・放映したテレビドラマ。日本未公開。

## 主題歌

### オープニングテーマ
「意難平」
作詞 - 張美賢 、作曲・編曲 - 顧嘉煇、歌 - 伍詠薇

### エンディングテーマ
「圓月下你來依我」
作詞 - 黃霑 、作曲・編曲 - 顧嘉煇、歌 - 伍詠薇

## スタッフ
- 編劇：劉彩雲、薛家華、黃偉強、張文駿
- 脚本：薛家華
- 監督：梁德華、許美君、黎子儉、黎淑芳、鄧鑑泉
- 製作：蕭顯輝